# Ermita de San José del Censal
La ermita de San José del Censal, ubicada en la partida de Censal, en el Caminàs, en Castellón de la Plana, en la comarca de la Plana Alta, también conocida como “Ermita de Sant Josep de l’Olivera”, es un conjunto catalogado, de manera genérica, como Bien de Relevancia Local, según la Disposición Adicional Quinta de la Ley 5/2007, de 9 de febrero, de la Generalitat, de modificación de la Ley 4/1998, de 11 de junio, del Patrimonio Cultural Valenciano (DOCV Núm. 5.449 / 13/02/2007), con código: 12.05.040-010.

## Historia
El conocido como Caminàs, es uno de los muchos caminos rurales que tejen la red existente en la huerta de Castellón. Es una vía, de una remota antigüedad, posiblemente de la época de dominación romana, que discurre paralela a la costa atravesando el municipio de norte a sur, dando lugar a numerosas bifurcaciones.
A lo largo del Caminàs, con el discurrir del tiempo, y sobre todo a partir de la época medieval, van edificándose alquerías que poco a poco acaban transformados en poblados, como ocurrió con el conocido como el Fadrell, asentamiento que llegó a tener cierta importancia antes y después de la Reconquista. De la misma manera, tras la reconquista a lo largo de este camino, y en sus inmediaciones surgen, una serie de ermitas que eran la forma de honrar a los santos de su devoción y solicitar su protección, por parte de los agricultores de la zona.
Pese a su sencillez arquitectónica, las ermitas del Caminàs, suelen presentar una mayor complejidad de elementos y, con frecuencia, en ornamentación y objetos de culto, los cuales alcanzan en ocasiones un inusitado valor, quizás manifestación de la riqueza de la sociedad que se desarrollaba en estas ricas y fértiles tierras.
Forman parte de estas ermitas: Ermita de San Francisco de la Font, Ermita de San Isidro, Ermita de San Jaime de Fadrell, Ermita de San José del Censal,  Ermita de San Roque de Canet, Ermita de la Fuente de la Salud, y relacionadas con todas ella cabría señalar la de la Magdalena y la Basílica del Lledó, ambas de una gran relevancia.
Se trata de una ermita de la que se posee documentación de su inicio, en el año 1685 y de su bendición, el día 25 de junio del año 1689, acto en el que participó el obispo Andrés Caperó.

## Descripción
Se trata de un conjunto formado por la ermita, la casa del ermitaño y una pequeña zona arbolada con pozo propio.
Es de estilo popular urbano, de fábrica de mampostería encalada, casa del ermitaño a la izquierda y a la derecha sólidos contrafuertes.
Presenta planta rectangular de una sola nave y dos crujías, que se dividen mediante pilastras que se adosan a los muros laterales. Ambos cuerpos se cubren con bóveda de arista, que externamente se remata con un techo a dos aguas, que se extiende a la anexa vivienda del ermitaño.
La fachada principal se encuentra a los pies de la planta, con un porche cubierto por un tejado a una sola vertiente y rematado con teja árabe, que se apoya en un arco de medio punto. Remata la misma una espadaña que no presenta campaña.
La puerta de acceso al templo es una sencilla portada en arco demedio punto con dovelas, con dos pequeñas ventanas a ambos lados y un poyo corrido.
Interiormente es muy sencilla y como decoración en el alatar mayor tan solo presenta una imagen de San José situada en una hornacina acompañada en los laterales por pinturas murales en dos medallones, una con el nacimiento de Jesús y otra con la huida a Egipto.
Inicialmente el presbiterio presentaba una decoración a base de cerámica barroca que fue robada, al igual que la cerámica que decoraba la cocina de la casa del ermitaño que también forma parte del conjunto.
Como habitualmente no se usa para el culto, hubo un proyecto para utilizarla como ampliación del Museo Municipal de Etnología, que se ubica en la Ermita de San Jaime de Fadrell, pero no llegó a cuajar.
Tras el altar se abre la sacristía que presenta dos cuerpos separados por un arco de medio punto rebajado, y cubiertos por sendas bóvedas de arista.

## Fiesta
Las fiestas de la ermita coinciden con la celebración de San José, siendo la Asociación Provincial de Empresarios de la Madera y el Gremio de Carpinteros, este último responsable de la restauración, conservación y mantenimiento de la ermita desde que en el año 1969 les fue cedida; los que organizan los festejos, en los que se celebra, entre otros actos, un oficio en la misma.